# Фёдоровка (Корсаковский район)
Фёдоровка — деревня в Марьинском сельском поселении Корсаковского района Орловской области России.

## География
Деревня расположена в 103 км на северо-восток от Орла, на берегу реки Грязная

## Население
| 2010 |
| ---- |
| 0    |